# Gagal
Gagal est le chef lieu du Departement de Nanaye dans la region du Mayo-Kebbi Ouest,. Gagal est erige en departement par ordonnance. Le Departement compte 5 cantons a savoir Gagal, Keuni, Salmata, Kordo et Goumadji. 
La population du departement de Nanaye est estimee a environ 100 000 habitants (RGPH2, 2009)

## Géographie
La localité est située à 59 km au sud-est du chef-lieu de département : Pala sur l’axe Pala – Moundou.

## Histoire
La localité est érigée en sous-préfecture du Mayo-Dallah le 1er septembre 1999.